# Alexandra Klineman
Alexandra Rose Klineman, detta Alix (Torrance, 30 dicembre 1989), è una giocatrice di beach volley ed ex pallavolista statunitense.
Giocava nel ruolo di schiacciatrice.

## Carriera
Alexandra Klineman inizia a giocare a pallavolo nella squadra del suo liceo, il Mira Costa High School, con cui vince tre campionati dello Stato della California. Durante questo periodo fa parte delle nazionali giovanili americane, con cui vince la medaglia d'oro al campionato nordamericano under 18 2004 e la medaglia d'oro al campionato nordamericano under 20 2006. Nel 2007 inizia la carriera universitaria con la Stanford University, con cui disputa due finali della NCAA Division I, nelle edizioni 2007 e 2008. Nel 2008 debutta in nazionale maggiore, disputando la Coppa panamericana ed un torneo amichevole in Cina.
Nella stagione 2011-12 inizia la carriera da professionista, ingaggiata dalla Robursport Volley Pesaro, mentre nella stagione successiva si trasferisce al Gruppo Sportivo Oratorio Pallavolo Femminile Villa Cortese. Nella stagione 2013-14 passa all'Imoco Volley di Conegliano: tuttavia nel mese di dicembre, senza che l'atleta fosse scesa almeno una volta in campo, la società comunica lo scioglimento del contratto e l'atleta viene sanzionata per doping.
Dopo la squalifica rientra in campo per la stagione 2014-15, sempre in Italia, con l'AGIL Volley di Novara, vincendo la Coppa Italia; con la nazionale vince la medaglia d'oro alla Coppa panamericana 2015. Nel campionato 2015-16 si trasferisce in Brasile vestendo la maglia del Praia Clube.
Terminata la carriera indoor, dal 2017 si cimenta come giocatrice di beach volley, ottenendo in coppia con April Ross un secondo posto ai campionati mondiali 2019 e l'oro alle Olimpiadi di Tokyo nel 2021.

## Palmarès

### Club
- Coppa Italia: 1

2014-15

### Nazionale (competizioni minori)
- Campionato nordamericano under 18 2004
- Campionato nordamericano under 20 2006
- Giochi panamericani 2011
- Coppa panamericana 2015

### Premi individuali
- 2005 - Campionato mondiale under 18: Miglior realizzatrice
- 2007 - All-America Second Team
- 2007 - Division I NCAA statunitense: Palo Alto Regional All-Tournament Team
- 2007 - Division I NCAA statunitense: Sacramento National All-Tournament Team
- 2008 - All-America First Team
- 2008 - Division I NCAA statunitense: Fort Collins Regional All-Tournament Team
- 2008 - Division I NCAA statunitense: Omaha National All-Tournament Team
- 2009 - All-America Second Team
- 2009 - Division I NCAA statunitense: Palo Alto Regional All-Tournament Team
- 2010 - All-America First Team
- 2010 - Division I NCAA statunitense: Dayton Regional All-Tournament Team
- 2017 - Campionato sudamericano per club: Miglior schiacciatrice